# Coachford
Coachford (irisch Áth an Chóiste', beides dt. „Kutschenfurt“) ist ein Dorf in der Civil Parish Magourney im County Cork, Irland. Coachford ist Teil der römisch-katholischen Diözese Cloyne und hatte bei der Volkszählung 2022 450 Einwohner.
Coachford verdankt seinen Namen der Tatsache, dass hier einst der River Lee mit Pferdekutschen überquert wurde. Der Lee wurde für ein Wasserkraftwerk geflutet, und der neu entstandene See überschwemmte Ackerland und viele Häuser. Coachford befindet sich an der Kreuzung der Regionalstraßen R618 und R619. Mallow liegt 20 Meilen (32 km) nördlich des Dorfes, Macroom liegt 9 Meilen (14 km) westlich, Cork City 15 Meilen (24 km) östlich und Bandon 20 Meilen (32 km) südlich.
Coachford ist auf der Grand Jury Map of Cork von 1811 nicht verzeichnet, wird aber im Freeman’s Journal vom 10. Januar 1822 erwähnt, und das Gebiet und seine Umgebung waren als Magourney bekannt. Das Dorf entwickelte sich während der Hungersnot, als es ein Zentrum der Hilfe in Cork war, schnell. Von 1888 bis 1934 hatte die Cork & Muskerry Light Railway eine Endstation in Coachford, was die lokale Wirtschaft, die Erreichbarkeit und die Lebendigkeit des Ortes förderte. Ende des 19. Jahrhunderts verfügte das Dorf auch über eine Molkerei, die das landwirtschaftliche Hinterland ergänzte.
In den 1950er Jahren wurde eine Berufsschule eingerichtet, die heute als Coachford College bekannt ist (manchmal auch als Coachford Community College bezeichnet).